# Oscars de Maracana
Pour les articles homonymes, voir Maracanã.
Les Oscars de Maracana sont une récompense footballistique, créée en 2008 par le quotidien sportif Maracana. La récompense est remise annuellement au joueur algérien considéré comme étant le meilleur de la saison écoulée.

## Vainqueurs des Oscars de Maracana
Meilleur gardien
| Année | Joueur                     | Club          |
| ----- | -------------------------- | ------------- |
| 2008  | Lounès Gaouaoui            | WA Tlemcen    |
| 2009  | Faouzi Chaouchi            | JS Kabylie    |
| 2011  | Mohamed Lamine Zemmamouche | MC Alger      |
| 2012  | Mohamed Ousserir           | CR Belouizdad |
| 2013  | Mohamed Lamine Zemmamouche | USM Alger     |
| 2014  | Mohamed Lamine Zemmamouche | USM Alger     |
| 2015  | Sofiane Khedaïria          | ES Sétif      |
| 2016  | Faouzi Chaouchi            | MC Alger      |

Meilleur joueur
| Année | Joueur                 | Club           |
| ----- | ---------------------- | -------------- |
| 2008  | Farid Cheklam          | ASO Chlef      |
| 2009  | Mohamed Rabie Meftah   | JS Kabylie     |
| 2011  | El Arbi Hillel Soudani | ASO Chlef      |
| 2012  | Abdelmoumene Djabou    | ES Sétif       |
| 2013  | Mourad Delhoum         | ES Sétif       |
| 2014  | Abderahmane Hachoud    | MC Alger       |
| 2015  | Toufik Zerara          | ES Sétif       |
| 2016  | Amir Sayoud            | DRB Tadjenanet |

Meilleur espoir
| Année | Joueur                   | Club      |
| ----- | ------------------------ | --------- |
| 2008  | Hemza Koudri             | MC Alger  |
| 2009  | Islam Adel Aït Ali Yahia | USM Alger |
| 2011  | Brahim Boudebouda        | MC Alger  |
| 2012  | Farouk Chafaï            | USM Alger |
| 2013  | Zinedine Ferhat          | USM Alger |
| 2014  | Toufik Zeghdane          | MC Alger  |
| 2015  | Oussama Darfalou         | RC Arbaa  |
| 2016  | Mohammed Benkhemassa     | USM Alger |

Meilleur joueur étranger
| Année | Joueur          | Club |
| ----- | --------------- | ---- |
| 2008  | Daniel Manchari |      |
| 2009  | Nabi Azzedine   |      |

Meilleur entraineur
| Année | Joueur              | Club           |
| ----- | ------------------- | -------------- |
| 2008  | Rachid Belhout      | ASO Chlef      |
| 2009  | Azzedine Aït Djoudi | ES Sétif       |
| 2011  | Meziane Ighil       | JS Kabylie     |
| 2012  | Noureddine Saâdi    | ASO Chlef      |
| 2013  | Hubert Velud        | ES Sétif       |
| 2014  | Hubert Velud        | USM Alger      |
| 2015  | Kheïreddine Madoui  | ES Sétif       |
| 2016  | Youcef Bouzidi      | NA Hussein Dey |